# Violencia xenófoba en Sudáfrica (2008)

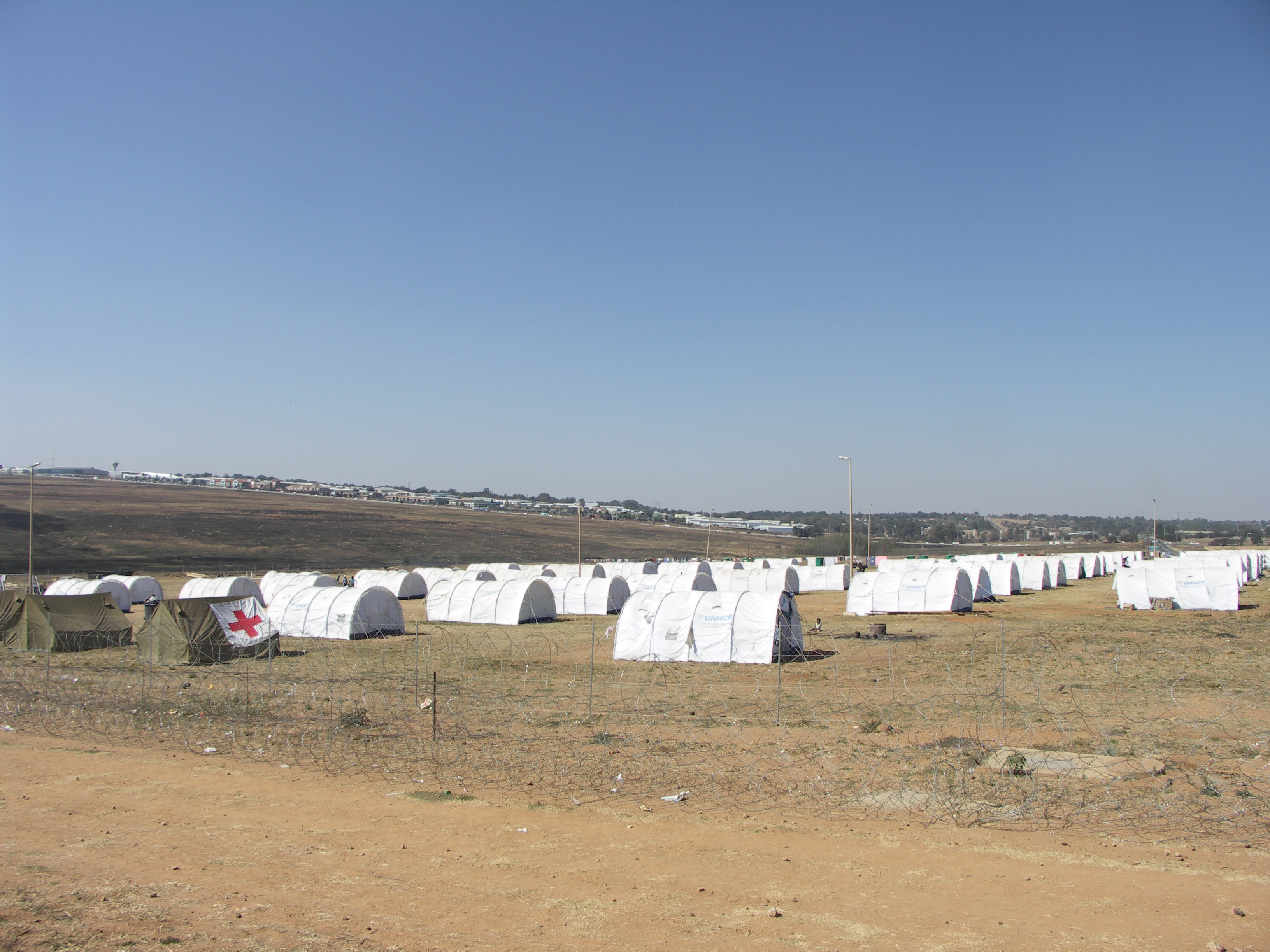
Tiendas de campaña del ACNUR en un campamento de refugiados tras episodios de violencia xenófoba y disturbios durante 2008 en Olifantsfontien Road, Midrand, Johannesburgo, Sudáfrica.

El 11 de mayo de 2008 se inició en Sudáfrica una serie de disturbios de tintes xenófobos cuyo balance a 2 de junio de 2008 es de 62 muertos y 670 heridos. 
A esto habría que añadir los aproximadamente 17.000 desplazados, la mayoría de los cuales han buscado cobijo en comisarías de policía, iglesias y centros sociales.
Los disturbios comenzaron en el suburbio de Alexandra, situado al noreste de Johannesburgo, donde fueron atacados inmigrantes procedentes de Mozambique, Malaui y Zimbabue, asesinando a dos de ellos e hiriendo a otros 40.
La violencia se extendió a finales de la semana por otras zonas de la provincia sudafricana de Gauteng como el suburbio de Diepsloot, el distrito central de Johannesburgo, Jeppestown, Hillbrow y otros como el suburbio de Reiger Park, en el Rand del Este, donde un hombre fue quemado vivo.
La policía detuvo a más de 200 personas por cargos que incluían asesinato, intento de asesinato, violación, violencia pública y robo. Los agentes tuvieron que utilizar gases lacrimógenos y balas de goma para dispersar a los violentos en centro de Johannesburgo y evitar los ataques contra los inmigrantes y sus negocios. 
El 21 de mayo la violencia se extendió a las ciudades de Durban, en KwaZulu-Natal y Secunda, en Mpumalanga.
El 22 de mayo la ola de violencia llegaría hasta la Provincia Occidental del Cabo, afectando a los alrededores de Ciudad del Cabo.

## Antecedentes
Los ataques a inmigrantes se incrementaron de manera notable a finales del año 2007 y se cree desde principios de 2008 al menos se dieron una docena de ataques. Los más graves ocurrieron el 8 de enero de 2008 en la Provincia del Cabo Oriental
cuando dos somalíes propietarios de sendas tiendas fueron asesinados en las ciudades de bahía de Jeffreys y East London; en marzo de 2008 fueron asesinadas siete personas entre las que había zimbabuenses, pakistaníes y un somalí después de incendiar sus tiendas y sus viviendas en Atteridgeville, en los alrededores de Pretoria.

## Lugar de los ataques

### Johannesburgo
En Johannesburgo, la multitud atacó a inmigrantes de Zimbabue y Mozambique, con un balance total de 22 personas asesinadas y más de 6.000 desplazados.
La violencia contra extranjeros, acusados por las turbas enardecidas de sudafricanos de quitarles los trabajos y cometer crímenes, se extendió por los suburbios.
El 18 de mayo, un inmigrante murió tras cubrirle con sus propias mantas para prenderle fuego. La imagen de la bola de fuego humana pasó a las portadas de los periódicos sudafricanos del día siguiente.

### Durban
El 20 de mayo fue atacada y quemada la taberna propiedad de un inmigrante nigeriano por un grupo de 20 o 30 residentes en el hostal para hombres de Dalton. 
El siguiente miércoles por la mañana la multitud se enfrentó con los miembros del hostal Khayalitsha Lodge, hostal privado que acogía a varios inmigrantes que tuvieron que ser evacuados con sus pertenencias con ayuda de la policía.
En el Triángulo de Warwick, un grupo de taxistas de la parada de taxis de Clermont atacaron a dos congoleños.

### Ciudad del Cabo
El 22 de mayo varios inmigrantes somalíes, propietarios de varios comercios, fueron evacuados del asentamiento de Du Noon, en el suburbio de Killarney, junto a Milnerton después de ser atacados por grupos de jóvenes. Se han dado más incidentes en otras zonas meridionales del Cabo, y en las zonas de Strand y Nomzamo en Helderberg.

### Otras provincias
El día 21 de mayo los disturbios llegaron hasta los suburbios de Leslie y Embalenhle en Secunda, Mpumalanga. 
Existen noticias de que la violencia se extendió también a las provincias del Noroeste y del Estado Libre.